# Weverton Pereira da Silva
Weverton Pereira da Silva, noto semplicemente come Weverton (Rio Branco, 13 dicembre 1987) è un calciatore brasiliano, portiere del Palmeiras, di cui è capitano, e della nazionale brasiliana. Campione olimpico con la nazionale brasiliana a Rio 2016.

## Carriera

### Club
Cresciuto nel settore giovanile del Corinthians, dal 2012 milita nell'Atlético Paranaense. Dal 2018 gioca nel Palmeiras.

### Nazionale

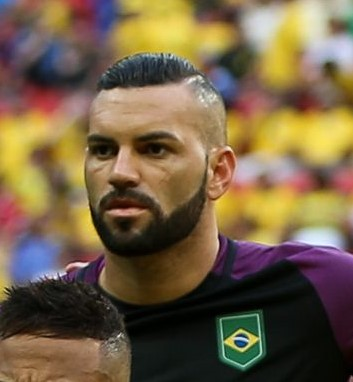
Weverton alle Olimpiadi nel 2016.

Viene convocato per i Giochi olimpici del 2016 in Brasile in sostituzione dell'infortunato Fernando Prass. Durante il torneo si rivela protagonista della vittoria finale, riuscendo ad ottenere cinque clean sheet e a subire un solo gol, in finale.
Convocato dal CT Tite per il campionato del mondo 2022 in Qatar in qualità di terzo portiere, gioca una sola partita, quella degli ottavi di finale vinti per 4-1 contro la Corea del Sud in cui subentra all'80º minuto ad Alisson Becker, riuscendo a non concedere gol.

## Statistiche

### Cronologia presenze e reti in nazionale
| Cronologia completa delle presenze e delle reti in nazionale ― Italia | Cronologia completa delle presenze e delle reti in nazionale ― Italia | Cronologia completa delle presenze e delle reti in nazionale ― Italia | Cronologia completa delle presenze e delle reti in nazionale ― Italia | Cronologia completa delle presenze e delle reti in nazionale ― Italia | Cronologia completa delle presenze e delle reti in nazionale ― Italia | Cronologia completa delle presenze e delle reti in nazionale ― Italia | Cronologia completa delle presenze e delle reti in nazionale ― Italia |
| Data                                                                  | Città                                                                 | In casa                                                               | Risultato                                                             | Ospiti                                                                | Competizione                                                          | Reti                                                                  | Note                                                                  |
| --------------------------------------------------------------------- | --------------------------------------------------------------------- | --------------------------------------------------------------------- | --------------------------------------------------------------------- | --------------------------------------------------------------------- | --------------------------------------------------------------------- | --------------------------------------------------------------------- | --------------------------------------------------------------------- |
| 26-1-2017                                                             | Napoli                                                                | Brasile                                                               | 8 – 0                                                                 | Colombia                                                              | Amichevole                                                            | -                                                                     |                                                                       |
| 9-6-2017                                                              | Melbourne                                                             | Brasile                                                               | 0 – 1                                                                 | Argentina                                                             | Amichevole                                                            | -1                                                                    |                                                                       |
| 9-10-2020                                                             | San Paolo                                                             | Brasile                                                               | 5 – 0                                                                 | Bolivia                                                               | Qual. Mondiali 2022                                                   | -                                                                     |                                                                       |
| 13-10-2020                                                            | Lima                                                                  | Perù                                                                  | 2 – 4                                                                 | Brasile                                                               | Qual. Mondiali 2022                                                   | -2                                                                    |                                                                       |
| 23-6-2021                                                             | Rio de Janeiro                                                        | Brasile                                                               | 2 – 1                                                                 | Colombia                                                              | Coppa America 2021 - 1º turno                                         | -1                                                                    |                                                                       |
| 2-9-2021                                                              | Santiago del Cile                                                     | Cile                                                                  | 0 – 1                                                                 | Brasile                                                               | Qual. Mondiali 2022                                                   | -                                                                     |                                                                       |
| 9-9-2021                                                              | Recife                                                                | Brasile                                                               | 2 – 0                                                                 | Perù                                                                  | Qual. Mondiali 2022                                                   | -                                                                     |                                                                       |
| 2-6-2022                                                              | Seul                                                                  | Corea del Sud                                                         | 1 – 5                                                                 | Brasile                                                               | Amichevole                                                            | -1                                                                    |                                                                       |
| 5-12-2022                                                             | Doha                                                                  | Brasile                                                               | 4 – 1                                                                 | Corea del Sud                                                         | Mondiali 2022 - Ottavi di finale                                      | -                                                                     | 80’                                                                   |
| 25-3-2023                                                             | Tangeri                                                               | Marocco                                                               | 2 – 1                                                                 | Brasile                                                               | Amichevole                                                            | -2                                                                    |                                                                       |
| Totale                                                                |                                                                       | Presenze                                                              | 10                                                                    |                                                                       | Reti                                                                  | -7                                                                    |                                                                       |

## Palmarès

### Club

#### Competizioni statali
- Campionato Paranaense: 1

Atletico Paranaense: 2016
- Campionato paulista: 4

Palmeiras: 2020, 2022 , 2023 , 2024

#### Competizioni nazionali
- Campionato brasiliano di seconda divisione: 1

Portuguesa: 2011
- Campionato brasiliano: 3

Palmeiras: 2018, 2022, 2023
- Coppa del Brasile: 1

Palmeiras: 2020
- Supercoppa del Brasile: 1

Palmeiras: 2023

#### Competizioni internazionali
- Coppa Libertadores: 2

Palmeiras: 2020, 2021
- Recopa Sudamericana: 1

Palmeiras: 2022

### Nazionale
- Oro olimpico: 1

Rio de Janeiro 2016

### Individuale
- Miglior portiere del Campionato Paulista: 1

2021